# A cappella (film)
Pour les articles homonymes, voir A cappella (homonymie).
Pour plus de détails, voir Fiche technique et Distribution.
A cappella (hangeul : 한공주 ; RR : han-gong-joo) est un film dramatique sud-coréen écrit, produit et réalisé par Lee Su-jin, sorti en 2013. Il s'agit du premier long-métrage du réalisateur.

## Synopsis
De nos jours, en Corée du Sud. Victime d'un viol collectif commis par des fils de notables, Han Gong-ju est contrainte de changer de lycée et d'emménager chez la mère d'un de ses professeurs, le temps que l'enquête policière se poursuive.
Malgré le traumatisme, elle se fait de nouvelles amies qui, subjuguées par ses qualités de chanteuse, veulent la présenter à une société de production. Mais Han Gong-ju s'y oppose violemment : les parents des violeurs tentent en effet de la retrouver et de la forcer à retirer sa plainte…

## Fiche technique
- Titre original : 한공주
- Titre international : A Cappella
- Réalisation : Lee Su-jin
- Scénario : Lee Su-jin
- Décors : Choe Hyo-seon
- Costumes : Kim Eun-suk
- Photographie : Hong Jae-sik
- Son : Seo Yeong-jun
- Montage : Choe Hyeon-suk
- Musique : Kim Tae-seong
- Production : Lee Su-jin
- Société de production : Vill Lee Film
- Société de distribution : CGV Movie Collage
- Pays d'origine : Corée du Sud
- Langue originale : coréen
- Format : couleur
- Genre : drame
- Durée : 112 minutes
- Dates de sortie en salles :
  -  Corée du Sud : 4 octobre 2013 (Festival international du film de Busan) ; 17 avril 2014 (nationale)
  -  France : 7 mars 2014 (Festival du film asiatique de Deauville) ; 19 novembre 2014 (nationale)

## Distribution
- Chun Woo-hee : Han Gong-joo
- Jeong In-seon : Lee Eun-hee
- Kim So-yeong : Jeon Hwa-ok
- Lee Yeong-ran : madame Jo
- Kwon Beom-taek : Pa Chool-so

## Accueil

### Sortie internationale
A cappella est sélectionné au Festival international du film de Busan en octobre 2013 avant sa sortie nationale en mi-avril 2014.
En France, il est projeté au Festival du film asiatique de Deauville en mars 2014, où le réalisateur récolte trois prix, et en mi-novembre 2014 dans les salles françaises. Pour les premières séances, on compte 94 entrées sur trois toutes petites salles parisiennes.

### Accueil critique
Martin Scorsese en parle comme d'un « film remarquable, tant dans la mise en scène, que l'image, le son, le montage et l'interprétation ». Lee Chang-dong ajoute : « Cela faisait longtemps qu'il n'y avait pas eu de film aussi impressionnant » au Festival du film asiatique de Deauville.

### Box-office
| Pays ou région | Box-office      | Date d'arrêt du box-office | Nombre de semaines |
| -------------- | --------------- | -------------------------- | ------------------ |
| Corée du Sud   | 223 297 entrées | 25 mai 2014                | 6                  |
| France         |                 |                            |                    |

## Distinctions

### Récompenses
- Festival international du film de Busan 2013 : 
  - Citizen Reviewers' Award
  - Movie Collage Award
- Festival international du film de Marrakech 2013 : Étoile d'Or
- Festival du film asiatique de Deauville 2014 :
  - Lotus du Jury
  - Lotus du Public
  - Lotus de la Critique Internationale
- Festival international de films de Fribourg 2014 :
  - Grand prix
  - Prix du Jury Œcuménique
- Festival international du film de Rotterdam 2014 : Tiger Award

### Nominations
- Festival du film asiatique de Deauville 2014 : Lotus du meilleur film
- Festival international du film d'Édimbourg 2014 : Meilleur film international
- Festival international du film de Palm Springs 2014 : New Voices/New Visions